# 东方田鼠属
东方田鼠属（学名：Alexandromys）是啮齿目仓鼠科的一属。

## 分类地位
本属是俄国动物学家谢尔盖·伊万诺维奇·奥格涅夫（Серге́й Ива́нович Огнёв）于1914年以乌苏里田鼠（Microtus pelliceus）作为模式种建立的新属，因本属物种的牙齿结构与田鼠属（Microtus）十分接近，1950年奥格涅夫又将本属作为田鼠属的同物异名，并把乌苏里田鼠作为东方田鼠贝加尔亚种（Microtus fortis michoni）的同物异名。1990年乌克兰动物学家伊戈尔·扎戈罗德纽克（Igor Zagorodniuk）将本属视为田鼠属的一个亚属，之后其亚属地位被广泛接受。然而系统发育学分析结果支持本属为独立属。 

## 特征
本属物种第一下臼齿最后横齿环前有4个或5个封闭三角形，尾长大于体长的35%。

## 物种
本属（亚属）目前确认有以下12种：
- 克氏田鼠 Alexandromys clarkei (Hinton, 1923)
- 伊湖田鼠 Alexandromys evoronensis Kovalskaya and Sokolov, 1980
- 东方田鼠 Alexandromys fortis Büchner, 1889
- 台湾田鼠 Alexandromys kikuchii Kuroda, 1920
- 柴达木根田鼠 Alexandromys limnophilus Büchner, 1889
- 莫氏田鼠 Alexandromys maximowiczii (Schrenk, 1859)
- 米氏田鼠 Alexandromys middendorffi (Poliakov, 1881)
- 蒙古田鼠 Alexandromys mongolicus (Radde, 1862)
- 日本田鼠 Alexandromys montebelli (Milne-Edwards, 1872)
- 西伯利亚田鼠 Alexandromys mujanensis Orlov and Kovalskaya, 1978
- 根田鼠 Alexandromys oeconomus (Pallas, 1776)
- 萨哈林田鼠 Alexandromys sachalinensis Vasin, 1955